# Seznam hradů v Ústeckém kraji
Seznam hradů nacházejících se v Ústeckém kraji, seřazených podle abecedy:

## B
- Bergrutsch
- Blansko
- Blatno
- Brandov
- Brtnický hrádek
- Budyně nad Ohří
- Býčkovice

## Č
- Červený hrádek (též Borek)

## D
- Děčín
- Doubravská Hora

## F
- Falkenštejn
- Funkštejn

## H
- Hasištejn
- Hazmburk
- Hausberk (okres Chomutov)
- Hausberk (okres Most) – též Alberk nebo Neznámý hrad u Albrechtic
- Helfenburk u Úštěka
- Hněvín
- Hrad na Blešenském vrchu
- Hrad na Josefině skále

## Ch
- Chomutov
- Chřibský hrádek

## J
- Jezeří

## K
- Kadaň
- Kadaň (komenda)
- Kalich
- Kamenický hrad
- Kamýk
- Kostomlaty pod Milešovkou
- Košťálov
- Krásný Buk
- Krupka
- Kryry (též Kozí hrady)
- Křečov
- Kyjovský hrádek
- Kyšperk

## L
- Egerberk (Lestkov)
- Leština
- Levín
- Líčkov
- Litoměřice
- Litýš

## M
- Mašťov
- Milešov
- Mojžíř

## N
- Najštejn
- Nový hrad
- Nový Žeberk

## O
- Oltářík
- Opárno
- Ostrý (okres Děčín)
- Ostrý (okres Litoměřice)

## P
- Panna
- Paradis
- Perštejn
- Petrohrad
- Pravda
- Přísečnice
- Pustý zámek (též Velké Březno)

## R
- Rýzmburk

## S
- Skalka
- Slavětín
- Starý Žeberk
- Střekov
- Svádov

## Š
- Šaunštejn
- Šebín
- Šprymberk
- Šumburk (Šumná)

## T
- Tolštejn

## U
- Ústí nad Labem
- Úštěk

## V
- Varta
- Vinařice
- Vlčí hrádek
- Vrabinec
- Vraty

## Ž
- Žatec
- Žerotín